# Ataenius integer
Ataenius integer är en skalbaggsart som beskrevs av Edgar von Harold 1868. Ataenius integer ingår i släktet Ataenius och familjen Aphodiidae. Inga underarter finns listade.